# Mafra (Brasil)
Mafra es un municipio brasileño del estado de Santa Catarina. Tiene una población estimada de 55 286 habitantes (2022). Ubicado en la frontera con el Estado de Paraná, es el municipio sede de la región inmediata homónima y pertenece a la Región metropolitana del Norte-Nordeste Catarinense.

## Historia
La localidad fue creada a partir de la llegada de los primeros colonos europeos en 1829 como puerta de entrada a la Mata atlántica. En 1870 se fundó el municipio de Rio Negro de Paraná, que fue creciendo con la llegada de inmigrantes alemanes, polacos, italianos,checos, rumanos y ucranianos. Mafra compartió territorio con Rio Negro, separándose tras la Guerra del Contestado, el 8 de septiembre de 1917. 
Tras la guerra, la localidad se desarrolló económicamente con la ayuda del Ferrocarril São Paulo-Rio Grande, que facilitó la explotación y comercialización de sus recursos forestales. 

## Toponimia
El nombre hace honor a Manoel da Silva Mafra (1831-1907), abogado y político que ejerció como juez municipal en São José, participando en la cuestión de límites entre Santa Catarina y Paraná, abogando en favor de la causa de Santa Catarina.